# Cove Reber
Cove Reber es un músico estadounidense, vocalista de las bandas Dead American y Patriot y exvocalista de Saosin, Mormon in the Middle y Stamp Out Detroit.

## Vida personal
Cove Reber nació el 28 de agosto de 1985, en Vista, California, Estados Unidos. Comenzó muy joven su carrera como vocalista. Cove destaca por su timble vocal (véase On My Own de Saosin). Cove usa el pelo largo o dreadlocks. Cove es mormón, pertenece a la La Iglesia de Jesucristo de los Santos de los Últimos Días.

## Carrera musical

### Mormon in the middleyStamp out detroit
En los primeros años del 2000. Cove fue vocalista de las bandas Californianas de rock Mormon in the middle y Stamp Out Detroit.

### Saosin
A la edad de 19 años, Cove es llamado a las audiciones para ser el nuevo vocalista de la banda de post hardcore Saosin, Reber es clasificado. Tras su entrada a la banda, graban el Demo Mookie's Last Christmas. Beau Burchell (guitarra), al escuchar el demo, creyó que era una broma, ya que su voz es muy similar a la de su exvocalista, Anthony Green. Para Reber fue muy difícil adaptarse a Saosin, ya que los fanes estimaban mucho a Green. La primera aparición de Reber fue en el Taste of Chaos del 2005. Saosin firmó con Capitol y en marzo se unió al Warped Tour. La banda lanzó Saosin EP, en el 2005. Luego de una gira con Avenged Sevenfold y Coheed and Cambria, seguido del Warped Tour del 2006. Luego de eso, el 26 de septiembre, Saosin lanza su primer álbum, Saosin, producido por Howard Benson (Blinside, MCR, etc.). El año 2007 Saosin participa en el Taste of Chaos y el Projekt Revolution, liderado por Linkin Park. En el año 2008, Saosin va de gira con The Devil Wears Prada (banda) y Underoath. En octubre lanzan The Grey EP, y firman con Virgin. El 9 de septiembre de 2009 la banda lanza su segundo álbum de estudio, In Search of Solid Ground. En el año 2010, luego de giras y nuevos demos, Reber deja Saosin, declarado por Beau Burchell.

## Discografía
| - Saosin (26 de septiembre de 2006, Capitol Records) - In Search of Solid Ground (8 de septiembre de 2009, Virgin Records) - Saosin EP (4 de agosto de 2005, Capitol Records) - The Grey EP (14 de octubre de 2008, Capitol Records) - "Bury your Head" (Demo) (2005) - "Sleepers" (2006) - "Voices" (2006) - "Bury Your Head" (2006) - "You're Not Alone" (2007) - "It's Far Better To Learn" (2007) - "Is This Real" (4 de agosto de 2009) - "On My Own" (4 de agosto de 2009) - "Changing" (11 de agosto de 2009) - "Deep Down" (2010) | - "Come Close" (11 de marzo de 2010) - "Mookie's Last Christmas" (Audición ácústica) (2004) - "Capitol Demos" (2005) - "Come Close" Instrumental Demo (2005) - "2010 Demo" ("The Norma Jean Song," "Back to Greatness" y "Untitled") (2010) \| Año \| Título \| Director \| \| ---- \| ------------------------------------------------------- \| -------------------- \| \| 2005 \| "Bury Your Head" (Demo) \| Danny Berk[8] \| \| 2006 \| "Voices" (Live Water Street Music Hall - Rochester, NY) \| Christopher Sims \| \| 2007 \| "Voices" \| Christopher Sims[9] \| \| 2007 \| "You're Not Alone" \| Popcore Films \| \| 2007 \| "You're Not Alone" (Live) \| Nick Lambrou[10] \| \| 2009 \| "Is This Real" \| Christopher Sims[11] \| \| 2009 \| "On My Own" \| Christopher Sims[12] \| \| 2009 \| "Changing" \| Stephen Schuster[13] \| |                  |
| Año | Título | Director         |
| 2005 | "Bury Your Head" (Demo) | Danny Berk       |
| 2006 | "Voices" (Live Water Street Music Hall - Rochester, NY) | Christopher Sims |
| 2007 | "Voices" | Christopher Sims |
| 2007 | "You're Not Alone" | Popcore Films    |
| 2007 | "You're Not Alone" (Live) | Nick Lambrou     |
| 2009 | "Is This Real" | Christopher Sims |
| 2009 | "On My Own" | Christopher Sims |
| 2009 | "Changing" | Stephen Schuster |